# Scytognatha anemolia
Scytognatha anemolia là một loài bướm đêm trong họ Noctuidae.